# 乌兰木图站
乌兰木图站，为位于辽宁省阜新市阜新蒙古族自治县七家子乡石场村下乌兰木头的一个火车站，2022年6月20日，乌兰木图站迎来首列高铁动车组列车，但短暂运营后该站再度停办旅客业务。
阜新市境内有多个名为“乌兰木图”的地点，大多与该火车站相去甚远，乌兰木图站与乌兰木图山风景区无任何关系。

## 车站结构
乌兰木图站设2台4线，站房建筑面积2376平方米，外立面以蒙古包为基型。